# Discula bulverii
Discula bulverii es una especie de molusco gasterópodo de la familia Hygromiidae en el orden Stylommatophora.

## Distribución geográfica
Es endémica de Madeira.